# Quần đảo Virgin thuộc Mỹ
Quần đảo Virgin thuộc Mỹ là một nhóm đảo nằm trong vùng Caribe và là một vùng quốc hải Hoa Kỳ. Về mặt địa lý, quần đảo này là một phần của chuỗi quần đảo Virgin và nằm trong Quần đảo Leeward thuộc nhóm Tiểu Antilles. Quần đảo Virgin thuộc Mỹ bao gồm bốn đảo chính St. Croix, Saint John, St. Thomas và Đảo Water, cùng nhiều đảo nhỏ hơn. Đây là nơi duy nhất của Hoa Kỳ mà xe cộ lưu thông bên trái. Tổng diện tích toàn lãnh thổ là 346,36 km² (133,73 dặm vuông). Theo điều tra dân số năm 2000, dân số của quần đảo là 108.612.
Quần đảo từng là Tây Ấn thuộc Đan Mạch cho đến khi Đan Mạch nhường lại thuộc địa này cho Hoa Kỳ trong Hiệp ước Tây Ấn thuộc Đan Mạch năm 1916.

## Lịch sử
Quần đảo Virgin ban đầu có người Ciboney, Carib và Arawak sinh sống. Quần đảo được Christopher Columbus đặt tên trong chuyến đi thứ hai của ông năm 1493 để tìm Thánh Ursula và những con chiên trinh nữ của bà. Trên 300 năm sau, quần đảo bị nhiều thế lực châu Âu chiếm giữ bao gồm Tây Ban Nha, Anh Quốc, Hà Lan, Pháp, Các Hầu tước của Malta và Đan Mạch.
Công ty Đông Ấn Đan Mạch đóng bản doanh trên St. Thomas năm 1672, trên Saint John năm 1694, và mua Saint Croix từ Pháp năm 1733. Quần đảo trở thành thuộc địa Đan Mạch năm 1754, tên của quần đảo dịch sang tiếng Đan Mạch là Jomfruøerne. Mía đường, được sản xuất bởi nhân công nô lệ, đã giúp phát triển kinh tế quần đảo trong thế kỷ 18 và đầu thế kỷ 19 cho đến khi bị Thống đốc Peter von Scholten bỏ chế độ nô lệ vào ngày 3 tháng 7 năm 1848.
Cho đến hết thời gian cai trị của Đan Mạch, quần đảo không đứng vững về kinh tế và nhà nước Đan Mạch đã phải chuyển nhượng lớn ngân sách của mình đến cho chính quyền quần đảo. Có lần quần đảo được đem ra thương lượng mua bán với Hoa Kỳ vào đầu thế kỷ 20 nhưng thương lượng không thành. Một cuộc cải tổ được đưa ra với hy vọng làm sống lại nền kinh tế của quần đảo nhưng rồi không có kết quả mỹ mãn. Chiến tranh thế giới thứ nhất khởi sự khiến cho các cải tổ đi đến đường cùng và rồi để quần đảo bị cô lập và bỏ quên.
Trong giai đoạn chiến tranh có tàu ngầm thời Chiến tranh thế giới thứ nhất, Hoa Kỳ sợ rằng quần đảo có thể bị Đức chiếm đóng để làm căn cứ tàu ngầm nên đã dò hỏi Đan Mạch bán quần đảo cho Hoa Kỳ. Sau mấy tháng thương lượng, hai bên đồng ý giá cả là $25 triệu. Vương quốc Đan Mạch ắt hẳn đã cảm nhận một áp lực nào đó nên đã nhận bán quần đảo vì nghĩ rằng Hoa Kỳ sẽ chiếm quần đảo nếu Đức xâm lăng Đan Mạch. Tuy nhiên cùng thời gian đó cũng vì gánh nặng kinh tế nếu tiếp tục giữ quần đảo đè nặng tâm trí các nhà hoạch định tại Đan Mạch, và một cuộc hội ý của hai đảng trong Quốc hội Đan Mạch cho kết quả là họ muốn bán quần đảo. Một cuộc trưng cầu dân ý sau đó được tổ chức cuối năm 1916 xác nhận quyết định bán với tỉ lệ cao. Cuộc mua bán như thế được phê chuẩn và làm xong thủ tục vào ngày 17 tháng 1 năm 1917 khi Hoa Kỳ và Đan Mạch trao đổi giấy phê chuẩn hiệp ước mua bán. Giá bán các đảo này là 25 triệu USD, được phía Mỹ trả bằng bằng đồng vàng (có giá trị 500 triệu USD theo thời giá hiện nay).
Hoa Kỳ nhận chủ quyền quần đảo ngày 31 tháng 3 năm 1917 và lãnh thổ được đổi tên thành Quần đảo Virgin thuộc Mỹ. Dân cư sống trên quần đảo được cấp quyền công dân Hoa Kỳ năm 1927.

## Phân chia hành chính
Quần đảo Virgin thuộc Mỹ về hành chính được chia thành hai quận (district) và được phân chia cấp nhỏ thành 20 chi khu (sub-district).
Hai quận là:
- Quận Saint Croix
- Quận St. Thomas - St. John - Water Island.

| Các chi khu của Đảo Saint Croix: 1. Anna's Hope Village 2. Christiansted 3. East End (St. Croix) 4. Frederiksted 5. Northcentral 6. Northwest 7. Sion Farm 8. Southcentral 9. Southwest |

| Các chi khu của Đảo Saint Thomas: 1. Charlotte Amalie 2. East End (St. Thomas) 3. Northside 4. Southside 5. Tutu 6. West End 7. Hassel Island | Các chi khu của Đảo Saint John: 1. Central 2. Coral Bay 3. Cruz Bay 4. East End (St. John) |

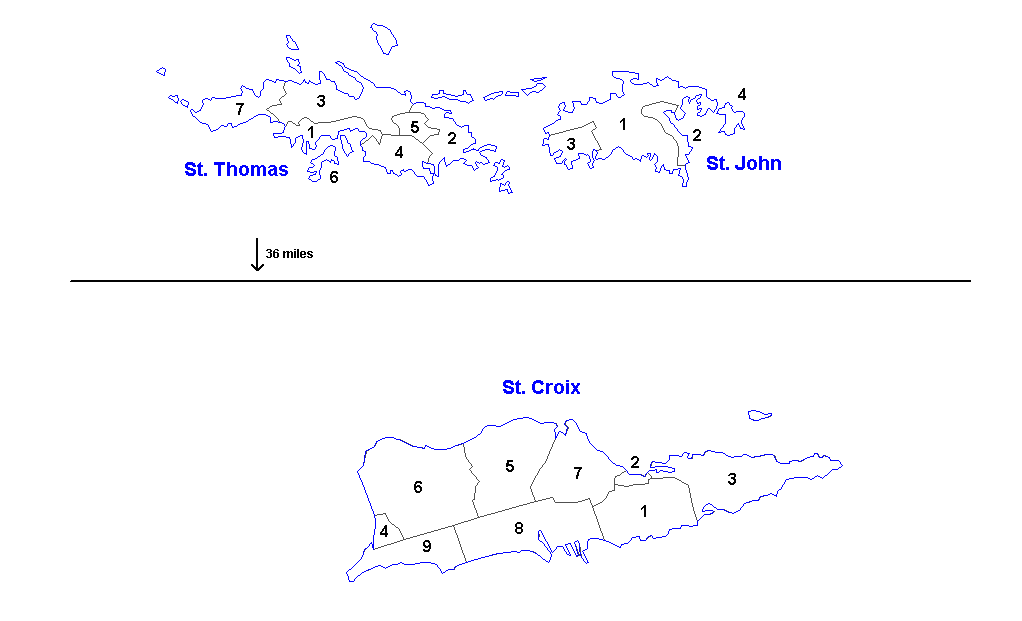
Các quận và các chi khu của Quần đảo Virgin thuộc Mỹ

Đảo thứ tư trong Quần đảo Virgin thuộc Mỹ là Water Island, trước đây thuộc Đảo St. Thomas.

## Địa lý

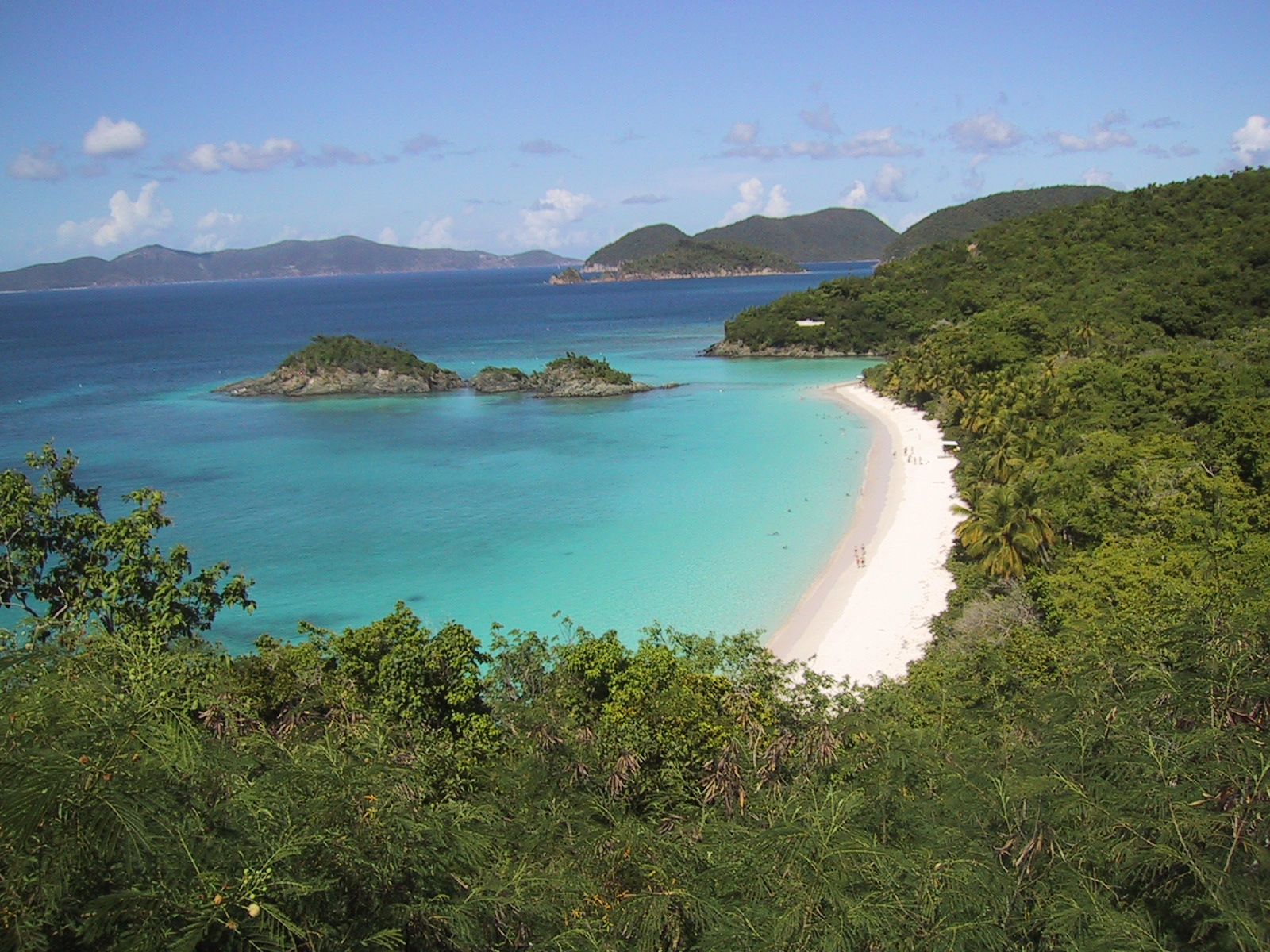
Vịnh Trunk

Quần đảo Virgin thuộc Mỹ nằm ở vùng biển Caribbean và Đại Tây Dương, khoảng 50 đặm phía đông Puerto Rico. Toàn bộ diện tích đất đai của quần đảo là xấp xỉ hai lần diện tích của Washington, D.C.
Quần đảo Virgin thuộc Mỹ được biết đến vì có các bãi biển cát trắng, như là Vịnh Magens và Vịnh Trunk, và các bến tàu chiến lược như Charlotte Amalie và Christiansted. Đa số các đảo bao gồm Saint Thomas, là có nguồn gốc từ núi lửa và có nhiều đồi núi. Điểm cao nhất là Núi Crown, ở Đảo Saint Thomas (474 mét). Đảo Saint Croix, đảo lớn nhất trong Quần đảo Virgin thuộc Mỹ, nằm ở phía nam và có nền đất bằng phẳng. Cục Công viên Quốc gia Hoa Kỳ làm chủ hơn nửa Đảo Saint John, gần như toàn bộ Đảo Hassel, và nhiều mẫu Anh bãi đá san hô.
Quần đảo Virgin thuộc Mỹ nằm trên đường ranh giới giữa Vết nứt Bắc Mỹ và Vết nứt Caribbean. Thiên tai bao gồm động đất, bão xoáy và sóng thần.

## Chính trị

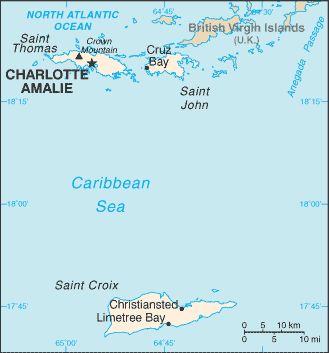
Bản đồ Quần đảo Virgin thuộc Mỹ

Quần đảo Virgin thuộc Mỹ là lãnh thổ có tổ chức chính quyền nhưng chưa sáp nhập của Hoa Kỳ. Mặc dù dân cư trên đảo là công dân Hoa Kỳ nhưng họ không thể tham gia bầu cử tổng thống.
Các đảng chính trị chính của Quần đảo Virgin thuộc Mỹ là Đảng dân chủ Quần đảo Virgin, Phong trào Công dân Độc lập và Đảng Cộng hòa Quần đảo Virgin. Các ứng cử viên khác ra tranh cử như ứng cử viên độc lập.
Ở cấp độ quốc gia, Quần đảo Virgin thuộc Mỹ bầu một đại biểu vào Quốc hội Hoa Kỳ từ đơn vị bầu cử tự do của quần đảo. Tuy nhiên, đại diện được bầu, chỉ có thể bỏ phiếu trong ủy ban thuộc Quốc hội Hoa Kỳ nhưng không được tham gia bỏ phiếu tại trong sàn nhà Quốc hội. Đại diện Hạ viện hiện thời là Donna Christensen (đảng Dân chủ).
Ở cấp bậc lãnh thổ, có 15 Thượng nghị sĩ; 7 từ Quận Saint Croix, bảy từ Quận Saint Thomas và Saint John, và một thượng nghị sĩ tự do phải là cư dân của Saint John. Tất cả được bầu với nhiệm kỳ hai năm phục vụ trong Lập pháp đơn viện của Quần đảo Virgin.
Quần đảo Virgin thuộc Mỹ bầu thống đốc lãnh thổ 4 năm một lần từ năm 1970. Các thống đốc trước đây được bổ nhiệm bởi tổng thống Hoa Kỳ.
Quần đảo Virgin thuộc Mỹ có tòa án quận, tòa án hình sự và tòa án tối cao. Tòa án quận có trách nhiệm về luật lệ liên bang, trong khi tòa án hình sự có trách nhiệm về luật ở mức độ xét xử và tòa tối cao có trách nhiệm nhận các vụ kháng cáo từ tòa hình sự vào ngày 29 tháng 1 năm 2007 hay sau đó. Những kháng cáo đệ trình trước ngày đó thì được xử tại phiên phúc thẩm của tòa án quận. Các thẩm quán được bổ nhiệm theo trình tự bởi tổng thống và thống đốc.
Quốc hội Hoa Kỳ có tổ chức vài lần trưng cầu dân ý địa phương để hỗ trợ quyền tự quyết của quần đảo. Cũng giống như Puerto Rico, dân cư ngụ trên đảo được lựa chọn độc lập, tình trạng hiện thời không đổi hoặc là trở thành tiểu bang. Tuy nhiên những biện pháp này đều thất bại, không hấp dẫn đủ sự chú ý của người dân hoặc cử tri đi bầu để tạo ra số phiếu bầu đa dạng, làm cho đa số là không thể nào và như thế quần đảo được giữ nguyên tình trạng lãnh thổ hiện thời cho một khoảng thời gian dài trong tương lai. Theo lý thuyết thì chỉ khi nào người Puerto Rico đòi hỏi quyền tự quyết thì có lẽ đó là chất xúc tác cho mối quan tâm chính trị tại Quần đảo Virgin thuộc Mỹ cũng như ở các lãnh thổ khác của Mỹ.
Thật là nhiều điều gây tranh cãi, những nỗ lực bởi chính phủ liên bang trong việc bình thường hóa tình trạng của các lãnh thổ chưa sáp nhập hoàn toàn bị Ủy ban Đặc trách Vấn đề xóa bỏ Thuộc địa Liên Hợp Quốc làm ngơ và Quần đảo Virgin thuộc Mỹ hiện thời đang trong danh sách Các lãnh thổ Phi Tự trị của Liên Hợp Quốc.

## Kinh tế
Du lịch là hoạt động kinh tế chính. Quần đảo thông thường đón 2 triệu du khách một năm, đa số là đến trên các du thuyền lớn. Lĩnh vực sản xuất bao gồm lọc dầu, dệt, điện tử, làm rượu rum, dược liệu, và các xưởng làm đồng hồ. Lãnh vực nông nghiệp thì nhỏ, đa số thực phẩm đều phải nhập khẩu. Giao thương quốc tế và dịch vụ tài chính tuy nhỏ nhưng là một thành phần phát triển của nền kinh tế. Hovensa, một trong các xưởng lọc dầu lớn nhất thế giới nằm trên đảo Saint Croix.
Quần đảo thường hay bị ảnh hưởng bão nhiệt đới và xoáy thuận nhiệt đới. Trong lịch sử vừa qua, bão Hugo gây thiệt hại nặng vào năm 1989 và bão Marilyn năm1995. Quần đảo cũng bị bão Bertha tàn phá năm 1996, bão Georges năm 1998 và bão Lenny năm 1999, nhưng mức độ thiệt không to lớn trong những lần này.

## Nhân khẩu
Theo điều tra dân số năm 2000, có 108.612 người, 40.648 gia hộ, và 26.636 gia đình sống trên lãnh thổ. Thành phần chủng tộc của lãnh thổ là 76,19% da đen hay gốc Phi châu, 13,09% da trắng, 7,23% các giống dân khác, và 3,49% có hai chủng tộc. Người nói tiếng Tây Ban Nha, kể hết mọi chủng tộc, là 13,99% dân số.
Có 40.648 gia hộ trong đó 34,7% có con cái dưới tuổi 18 sống chung gia đình, 33,2% là vợ chồng chung sống với nhau, 24,9% có nữ là chủ hộ không có chồng hiện diện, và 34,5% là không có gia đình. 30,2% trong tất cả các gia hộ là sống riêng một mình và 6,3% có người già 65 hoặc hơn sống một mình. Gia hộ trung bình có 2,64 người và gia dình trung bình có 3,34.
Trong lãnh thổ, dân số được trải ra với 31,6% dưới 18, 8,0% từ 18 đến 24, 27,1% từ 25 đến 44, 24,9% từ 45 đến 64, và 8.4% tuồi 65 và hơn. Tuổi trung bình là 33. Tỉ lệ nữ là 100 so với 91.4 nam. Cứ 100 nữ 18 tuổi và lớn hơn thì chỉ có 87.7 nam. Gia tăng dân số trung bình hàng năm là -=0.12%.
Thu nhập trung bình cho một gia hộ trong lãnh thổ là $24.704, và một gia đình $28.553. Nam có thu nhập trung bình là $28.309 so với nữ là $22.601. Tính theo đầu người trên tổng sản lượng quốc gia $13.139. Trên 28,7% gia đình và 32,5% dân cư sồng dưới mức nghèo khổ, bao gồm 41,7% dưới 18 và 29,8% tuổi 65 và hơn.

### Thông tin du lịch
- Quần đảo Virgin bây giờ - Tìm mọi thứ bạn cần cho nghỉ phép trên Quần đảo Virgin. Thưởng thức bãi biển, thể thao nước, nhà hàng, và hơn thế nữa!
- Du lịch Đảo Virgin Lưu trữ ngày 5 tháng 8 năm 2018 tại Wayback Machine - Tất cả về Quần đảo Virgin thuộc Mỹ—Chuyện kể địa phương, nơi hấp dẫn, lịch sử, hoạt động, cưới hỏi,...

### Thông tin di chuyển
- Trung tâm di chuyển Quần đảo Virgin - Thông tin không thể thiếu khi cần phải dọn đến sống ở Quần đảo Virgin.

### Các trang mạng chính thức của chính phủ
- Hiệp định chuyển nhượng "West Indies thuộc Đan Mạch" giữa Hoa Kỳ và Đan Mạch - Tài liệu đã ký tại New York, 4 tháng 8 năm 1916
- Quần đảo Virgin thuộc Mỹ Lưu trữ ngày 31 tháng 12 năm 2006 tại Wayback Machine - Trang chính thức của Bộ Du lịch Quần đảo Virgin thuộc Mỹ
- Ngày bàn giao - Tổng lãnh sự Đan Mạch trên Quần đảo Virgin thuộc Mỹ
- Quần đảo Virgin thuộc Mỹ Lưu trữ ngày 15 tháng 10 năm 2008 tại Wayback Machine - Sách tư liệu thế giới, CIA Xuất bản
- "Scholten và Việc xóa bỏ chế độ nô lệ trên West Indies thuộc Đan Mạch" Lưu trữ ngày 2 tháng 5 năm 2011 tại Wayback Machine
- Trang mạng chính phủ - Trang mạng Thống đốc John P. deJongh

### Tin tức và truyền thông
- The Virgin Islands Daily News - Nhật báo tại St. Thomas
- St. Croix Source - Nhật báo trên mạng tại St. Croix
- St. John Tradewinds Lưu trữ ngày 20 tháng 12 năm 2012 tại Wayback Machine - Tuần báo tại St. John

### Thông tin phụ
- Cục Địa chất Hoa Kỳ Lưu trữ ngày 1 tháng 2 năm 2016 tại Wayback Machine địa lý, và những nguồn thông tin khoa học khác của Quần đảo Virgin.
- Bản đồ trên mạng của Quần đảo Virgin - Bản đồ trên mạng của Quần đảo Virgin cung cấp thông tin về đất và san hô ngoài khơi.